# Londen Marathon 2010

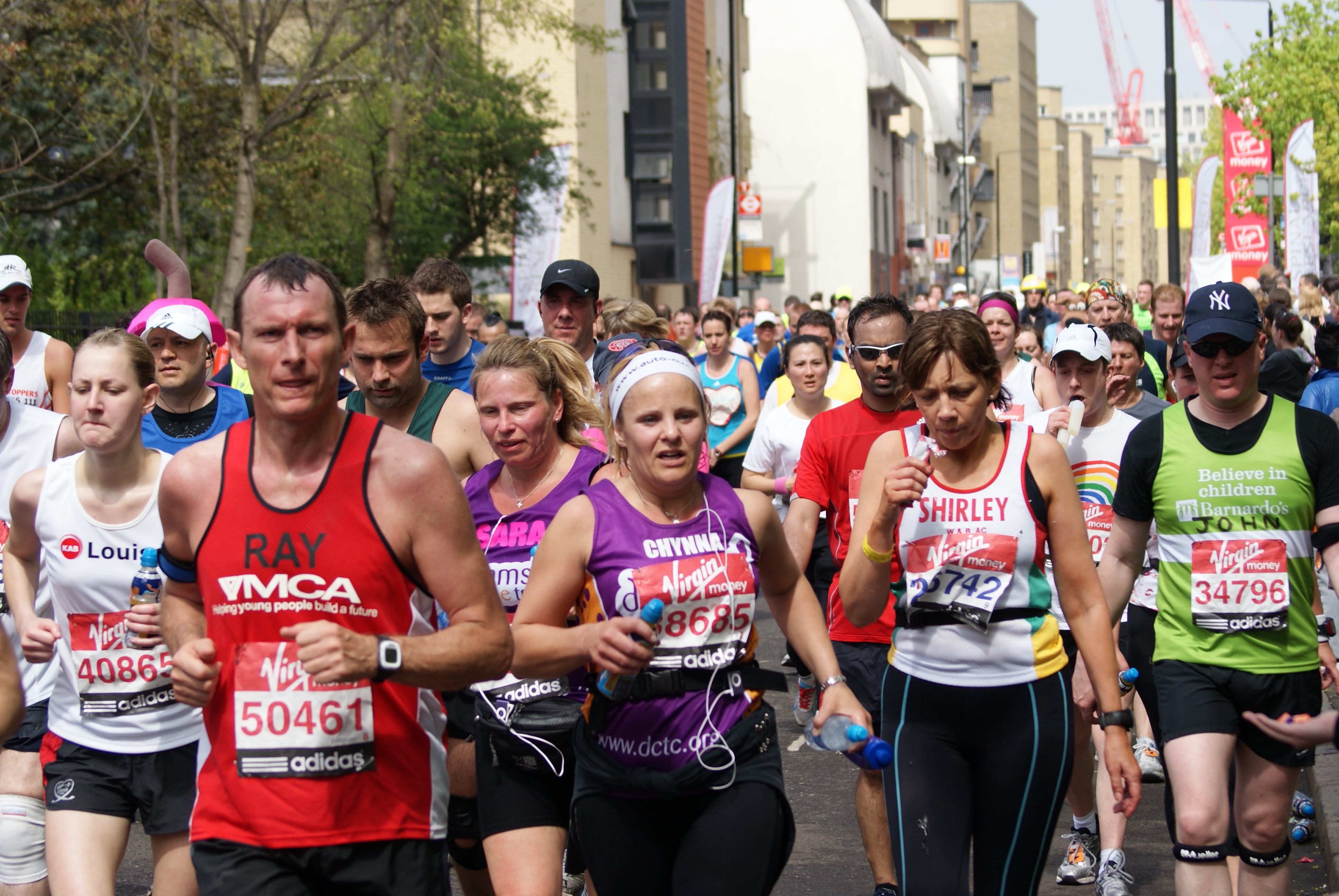
Marathonlopers onderweg

De Londen Marathon 2010 werd gelopen op zondag 25 april 2010. Het was de 30e editie van deze marathon.
De Ethiopiër Tsegay Kebede won bij de mannen in 2:05.19. De Russische Lilia Sjoboechova kwam bij de vrouwen als eerste over de streep in 2:22.00, maar zij werd in 2014 gediskwalificeerd vanwege overtreding van de dopingregels. Haar landgenote Inga Abitova, de nummer twee in de race, was al eerder, in 2012, gediskwalificeerd voor hetzelfde vergrijp, waardoor de titel bij de vrouwen ging naar nummer drie: Aselefech Mergia uit Ethiopië.

## Uitslagen

### Mannen
| rang   | naam                   | land | tijd    |
| ------ | ---------------------- | ---- | ------- |
| Goud   | Tsegay Kebede          | ETH  | 2:05.19 |
| Zilver | Emmanuel Mutai         | KEN  | 2:06.23 |
| Brons  | Jaouad Gharib          | MAR  | 2:06.55 |
| 4      | Abderrahime Bouramdane | MAR  | 2:07.33 |
| 5      | Abel Kirui             | KEN  | 2:08.04 |
| 6      | Marilson dos Santos    | BRA  | 2:08.46 |
| 7      | Zersenay Tadese        | ERI  | 2:12.03 |
| 8      | Andrew Lemoncello      | GBR  | 2:13.40 |
| 9      | Yonas Kifle            | ERI  | 2:14.39 |
| 10     | Andi Jones             | GBR  | 2:16.38 |
| 11     | Ben Moreau             | GBR  | 2:16.46 |
| 12     | Lee Merrien            | GBR  | 2:16.48 |
| 13     | Clint Perrett          | NZL  | 2:18.15 |
| 14     | Neil Renault           | GBR  | 2:18.09 |
| 15     | Dave Norman            | GBR  | 2:19.05 |
| 16     | Satoshi Irifune        | JPN  | 2:19.25 |
| 17     | Steven Way             | GBR  | 2:19.38 |
| 18     | Gareth Raven           | GBR  | 2:19.55 |
| 19     | Kristoffer Osterlund   | SWE  | 2:20.06 |
| 20     | Pieter Vermeesh        | GBR  | 2:20.16 |

### Vrouwen
| rang   | naam               | land | tijd    |
| ------ | ------------------ | ---- | ------- |
| Goud   | Aselefech Mergia   | ETH  | 2:22.38 |
| Zilver | Bezunesh Bekele    | ETH  | 2:23.17 |
| Brons  | Askale Tafa        | ETH  | 2:24.39 |
| 4      | Yukiko Akaba       | JPN  | 2:24.55 |
| 5      | Bai Xue            | CHN  | 2:25.18 |
| 6      | Kimberley Smith    | NZL  | 2:25.21 |
| 7      | Mari Ozaki         | JPN  | 2:25.43 |
| 8      | Mara Yamauchi      | ENG  | 2:26.16 |
| 9      | Svetlana Zacharova | RUS  | 2:31.00 |
| 10     | Atsede Habtamu     | ETH  | 2:31.41 |
| 11     | Yoshimi Ozaki      | JPN  | 2:32.26 |
| 12     | Berhane Adere      | ETH  | 2:33.46 |
| 13     | Tanith Maxwell     | RSA  | 2:34.24 |
| 14     | Susan Partridge    | SCO  | 2:35.57 |
| 15     | Deena Kastor       | USA  | 2:36.20 |
| 16     | Helen Decker       | ENG  | 2:36.56 |
| 17     | Rebecca Robinson   | ENG  | 2:37.14 |
| 18     | Joanne Wilkinson   | ENG  | 2:37.44 |
| 19     | Fiona Docherty     | NZL  | 2:37.55 |
| 20     | Holly Rush         | ENG  | 2:37.56 |
| 21     | Susan Harrison     | ENG  | 2:38.53 |
| 22     | Constantina Diță   | ROU  | 2:41.12 |
| 23     | Nicole Archer      | ENG  | 2:42.22 |
| 24     | Alyson Dixon       | ENG  | 2:43.48 |
| 25     | Jenny Bliss        | ENG  | 2:49.10 |
| DSQ    | Lilia Sjoboechova  | RUS  | 2:22.00 |
| DSQ    | Inga Abitova       | RUS  | 2:22.19 |
| DSQ    | Maria Konovalova   | RUS  | 2:35.21 |

1981 ·
1982 ·
1983 ·
1984 ·
1985 ·
1986 ·
1987 ·
1988 ·
1989 ·
1990 ·
1991 ·
1992 ·
1993 ·
1994 ·
1995 ·
1996 ·
1997 ·
1998 ·
1999 ·
2000 ·
2001 ·
2002 ·
2003 ·
2004 ·
2005 ·
2006 ·
2007 ·
2008 ·
2009 ·
2010 ·
2011 ·
2012 ·
2013 ·
2014 ·
2015 ·
2016 ·
2017